# 성모 마리아 방문 수녀회

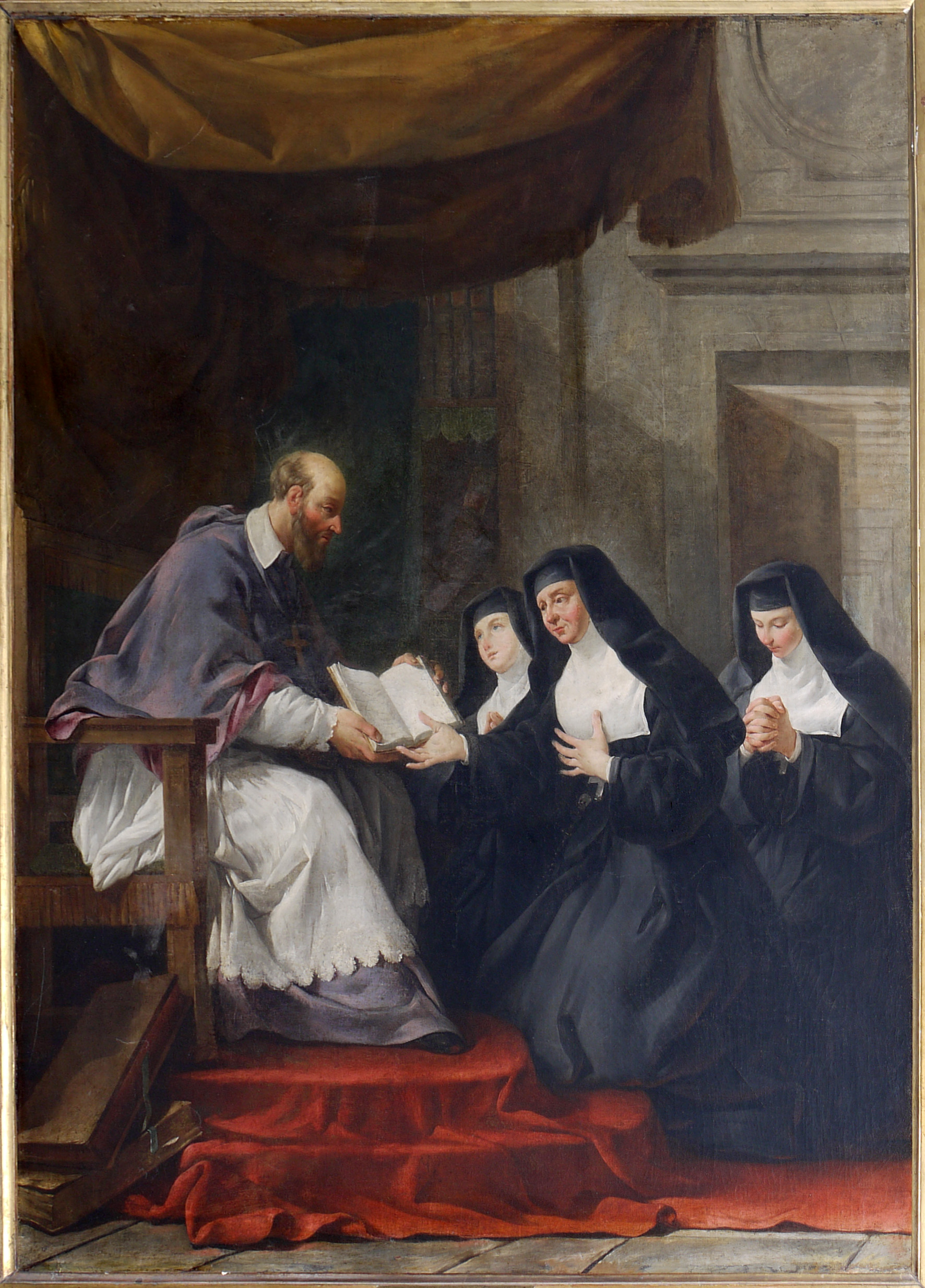
수녀회 창립의 주역인 성 프란치스코 살레시오와 성녀 요안나 프란치스카 드 샹탈.

성모 마리아 방문 수녀회(라틴어: Ordo Visitationis Beatissimae Mariae Virginis) 또는 성모 방문회, 방문 수녀회, 성모 마리아 방문 봉쇄 수녀회는 로마 가톨릭교회의 여자 수도회 가운데 하나이다. 1610년 6월 6일 성 프란치스코 살레시오 주교와 성 요안나 프란치스카 드 샹탈 수녀에 의해 프랑스 안시에서 창설되었다. 수녀회의 카리스마는 상냥함과 영웅적인 정신을, 자주성과 공동체 정신을, 기도에 대한 헌신을 결합시키고 묵상 생활을 사도적 위치에까지 끌어올리는 것이다. 수녀회의 모토는 “Vive Jésus”이며, 프랑스어로 “예수님, 만세!”라는 뜻이다.

## 확산
성모 마리아 방문 수녀회는 본원이 있는 프랑스를 넘어 독일, 이탈리아 등의 유럽과 미국 등 북아메리카에 진출하였다.
현재 전 세계를 통틀어 성모 마리아 방문 수녀회에는 약 3,000명의 수녀와 168채의 수녀원이 현존하고 있다.
대한민국에는 2005년 5월 콜롬비아에서 네 명의 수녀가 온 것으로 역사가 시작되었다.
최근까지 의정부시 용현동 성당 옆 작은 주택에서 활동을 하였으나,
경기도 연천군 전곡읍 양원로268번길 106-61에 수녀원을 건축하고, 2015년 10월 31일 수녀원 건축 축복미사를 드린 이후 본격적인 봉쇄수도자로서의 성소활동에 전념을 다하고 있다.

## 같이 보기
- (프랑스어) 프랑스 안시의 성모 마리아 방문 수녀회 웹사이트
- (한국어) 대한민국 성모 마리아 방문 수녀회 다음 카페